# Une simple histoire
Pour plus de détails, voir Fiche technique et Distribution.
Une simple histoire est un film français réalisé par Marcel Hanoun et sorti en 1959.

## Synopsis
Un écriteau avant le générique indique que l'histoire est véridique, qu'elle a été racontée par une femme que le réalisateur a trouvé. Cela relate les difficultés rencontrées par une mère, à la recherche d'un travail, et sa fille, lors de leur arrivée à Paris. Elles vont d'hôtel en hôtel, jusqu'à ne plus pouvoir payer la chambre.

## Fiche technique
- Titre : Une simple histoire
- Réalisation : Marcel Hanoun
- Scénario : Marcel Hanoun, d'après un fait-divers
- Musique : Hubert d'Auriol ; enregistrements de Vivaldi et Cimarosa
- Son : Paul Bonnefond
- Décors : naturels
- Producteur : Marcel Hanoun
- Format : Noir et blanc - 35 mm - Son mono
- Pays d'origine :  France
- Genre : Drame
- Durée : 68 min
- Date de sortie : 
  - France : 1er avril 1959

## Distribution
- Raymond Jourdan
- Gilette Barbier
- Madeleine Marion
- Maria Meriko
- Micheline Bezançon : la mère
- Élisabeth Huart : Sylvie, la fille
- Max Delon

## Récompense
- 1959 : Grand prix Eurovision à Cannes